# Río Fortaleza
El río Fortaleza nace en el departamento de Áncash, Perú, en las estribaciones de la Cordillera Negra. Tiene un recorrido de un poco más de 100 kilómetros y una cuenca de 2300 km². Presenta un régimen sumamente irregular, tanto es así que en los meses de junio a octubre no llega a desembocar en el Océano Pacífico. Sus aguas son intensamente utilizadas para el cultivo de la caña de azúcar. Recorre el valle agroindustrial de Paramonga, cruza la provincia de Barranca de este a oeste, desembocando sus aguas en el Crea el valle del mismo nombre. Su desembocadura se ubica en el distrito de Paramonga.